# Kudowa-Zdrój
Kudowa-Zdrój ([kuˈdɔva ˈzdruj]IPA, česky Lázně Chudoba či Chudoba,, německy Bad Kudowa) je polské lázeňské město pod Stolovými horami v povodí Metuje, v nadmořské výšce okolo 400 metrů. Leží v Kladsku, v stejnojmenném okrese v jihozápadním Polsku, v Dolnoslezském vojvodství při hranici s Českem, jen několik kilometrů na severovýchod od města Náchod, se kterým ho spojuje silnice E67 s významným hraničním přechodem. Ve městě žije přibližně 9 600 obyvatel. V minulosti bylo součástí tzv. Českého koutku, malého kladského regionu s vysokým podílem česky mluvící menšiny.

## Dějiny města
Chudoba je jedním z nejstarších lázeňských míst v Polsku a Evropě. Lázně zde existují už od 15. století, kdy byla celá oblast součástí zemí Koruny české. Prvně je zmiňováno Jindřichem Minstrberským, synem Jiřího z Poděbrad. Původní jméno, tehdy ještě české vsi, zachycené v roce 1477, bylo Lipolitov, ale v polovině 16. století bylo přejmenováno na Chudoba, později na Kudoba, Bad Kudowa a v roce 1945 na Kudowa-Zdrój. Český název města je Chudoba či Lázně Chudoba.
Nejstarší částí města je Velká Čermná (do 1936 Tscherbeney, 1936–1945 Grenzeck; potom Czermna), s historií sahající do 14. století. Tehdejší Lipoltov patřil s Čermnou k panství hradu Homole. Poté tento kraj spravovala vrchnost z Náchoda, v roce 1623 získali panství jako konfiskát po Smiřických Erdman Trčka z Lípy. Poté, co je společně s Albrechtem z Valdštejna zavražděn roku 1634 v Chebu, stává se Chudoba spolu s okolními obcemi součástí panského majorátu se sídlem v Novém Městě nad Metují. Celé zdejší panství získal od císaře za spoluúčast při vraždě Valdštejna a Trčky lacino skotský důstojník Walter von Leslie. Poté se majitelé často střídali. V roce 1742 za panování Marie Terezie bylo území postoupeno Prusku Fridricha Velikého. Stalo se tak později součástí Německého císařství (1871–1918) a Německé říše. Koncem 2. světové války byl v Žakši (Sackisch) pracovní koncentrační tábor pro židovské ženy. Po porážce Německa za druhé světové války mělo o území zájem i Československo. Rozhodnutím jaltské konference však připadlo Polsku, jehož tvoří dodnes součást. Po roce 1945 byli z obce odsunuti němečtí i čeští obyvatelé a nahrazení polskými vysídlenci z východní části Polska obsazené Sovětským svazem. Stejný rok po osídlení Poláky obec dostala prvně městská práva. Malá skupina Čechů a Němců žijících v obci měla ještě v letech 1951–1960, respektive 1947–1955, své vlastní školy.

## Lázně
První zmínka o minerálních vodách pochází z kroniky z roku 1580, kde jsou zmiňovány Čermenské lázně. V roce 1625 (nebo, jak zdroje uvádějí, již v roce 1621), Georgius Aelurius, kladský luterský kazatel, ve své práci „Glaciografia“ píše o vynikající chuti minerálních vod z Chudoby a o jejich prospěšnosti zdraví. Protože údajně chutnaly lépe jak víno, posílal si pro ně v době třicetileté války švédský generál až z Lipska. Později za pruské války posílala Chudoba každoročně svoji vodu na královský stůl v Berlíně.
Rozkvět lázní nastává po roce 1783. V roce 1790 navštívil lázně německý básník Johann Wolfgang von Goethe. V roce 1813 navštívil lázně pruský král Fridrich Vilém III., který zde pobýval na čermenské faře před setkáním tří monarchů v Ratibořicích. Po napoleonských válkách v roce 1817 zde stojí okázalé parky a promenády. Prusko-německá smetánka si zde však stěžovala, že obsluha v lázních neumí německy. Lázně však navštěvovali zámožnější Poláci, ale i židovští hosté z Haliče, kterým obratní majitelé penziónů dokázali nabídnout i košer kuchyni. Mezi hosty lázní je uváděn i britský premiér Winston Churchill, ale také Alois Jirásek, J. V. Sládek a F. X. Šalda.
Dnes se v lázních léčí onemocnění srdce a oběhového systému, poruchy zažívání, činnost štítné žlázy a řada dalších zdravotních neduhů. Z devíti pramenů je využíváno pět obsahující alkalickozemité a arsenoželezité kyselky. Prameny vyvěrají v parku, jehož osou je Chudobský potok. Parku dominuje sanatorium Polonia z roku 1905.

## Okolí
Za pozornost stojí rovněž kostnice v Čermné u kostela sv. Bartoloměje, skanzen ve vsi Stroužná a národní park Stolové hory, v jehož ochranném pásmu se lázně Kudowa-Zdrój nacházejí.

## Fotogalerie

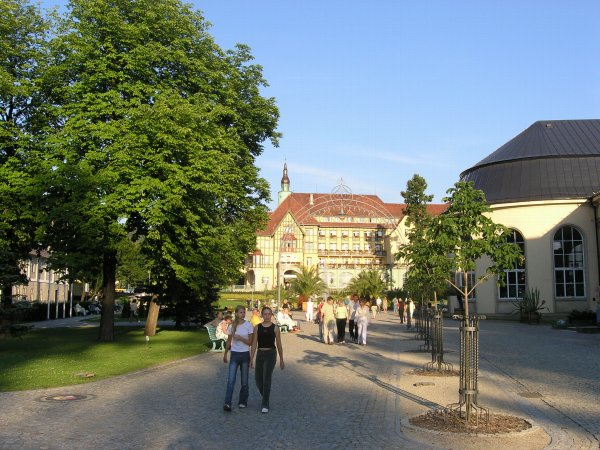
Lázeňský park
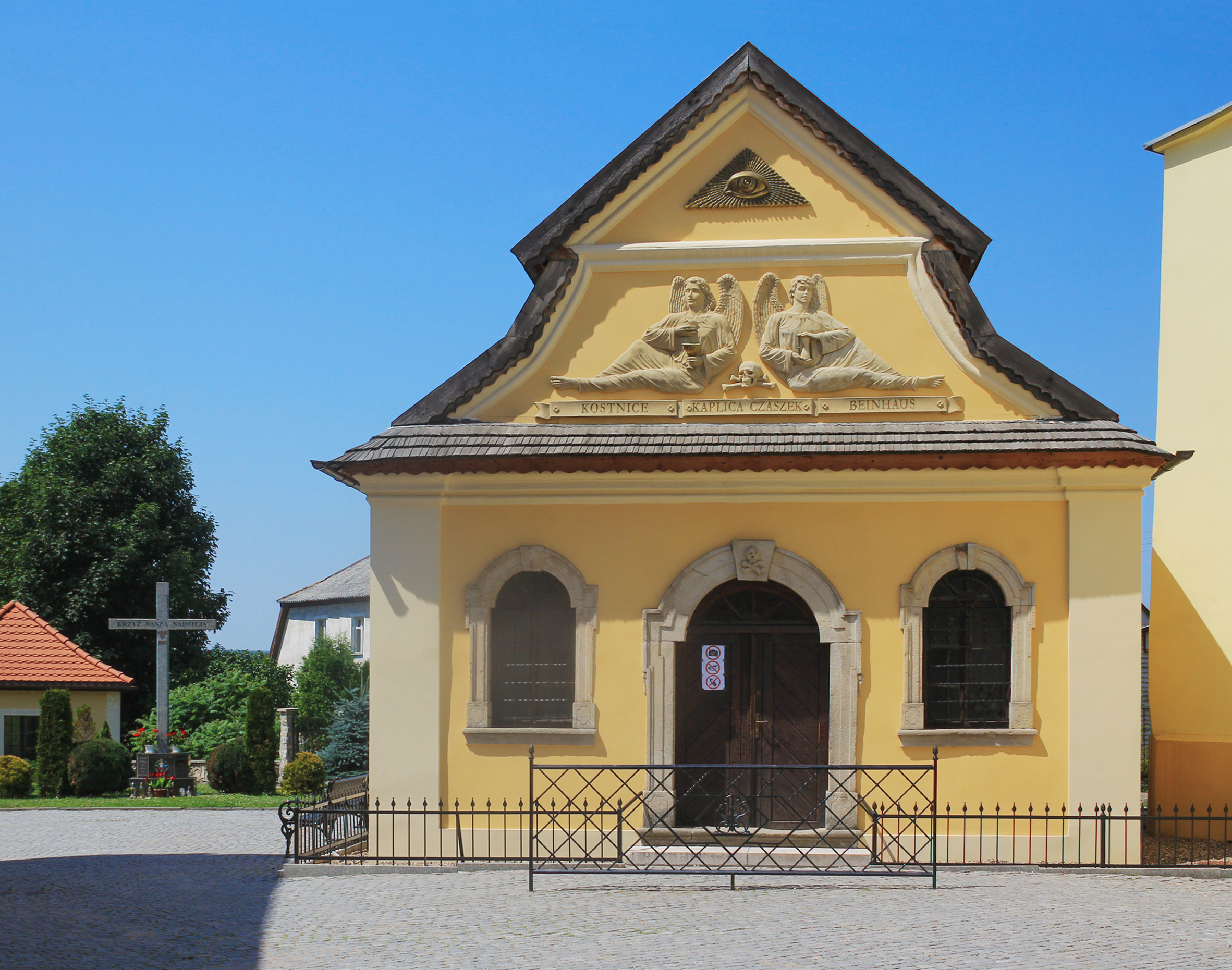
Kostnice ve Velké Čermné
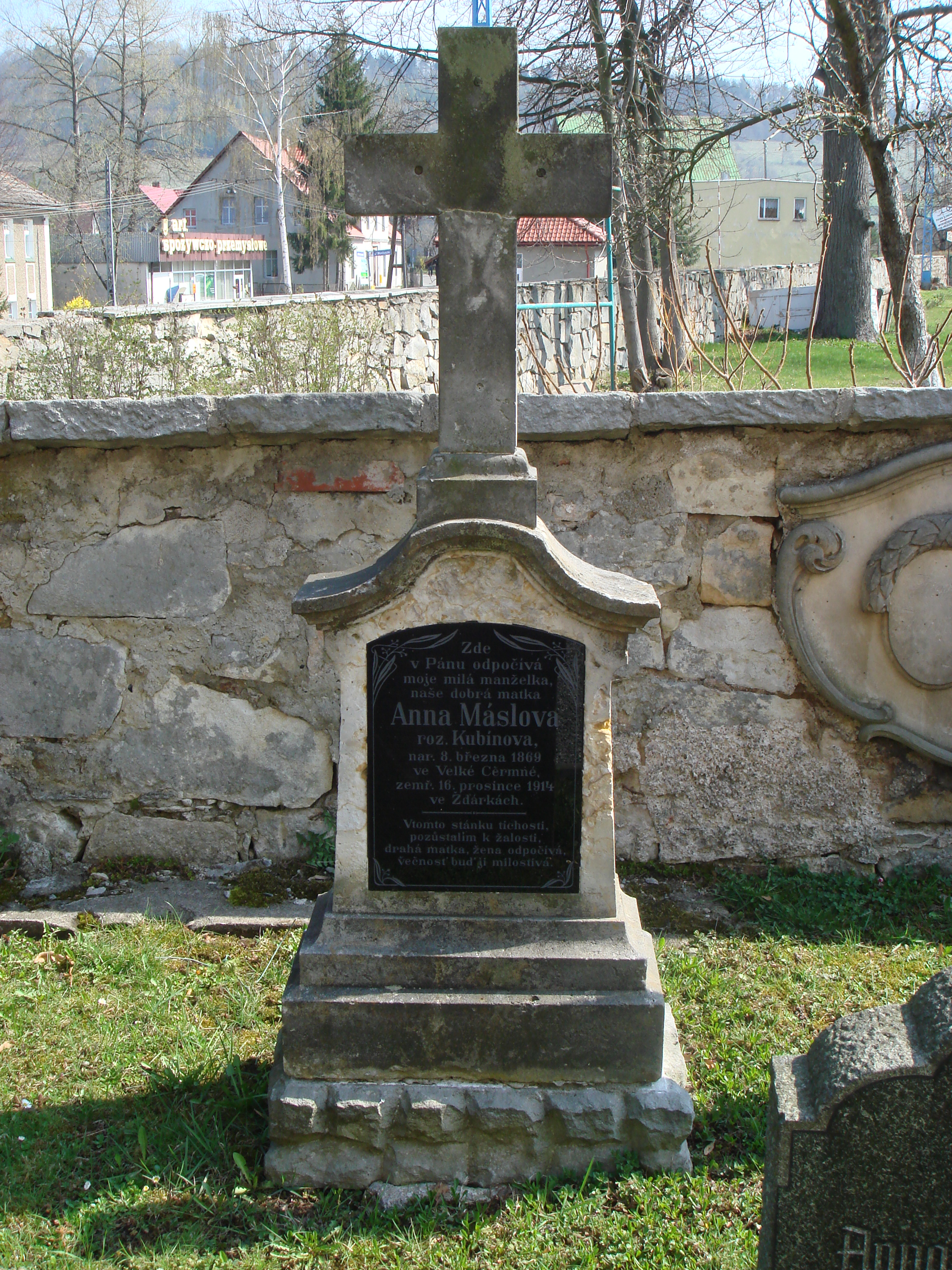
Hrob Anny Máslové ve Velké Čermné
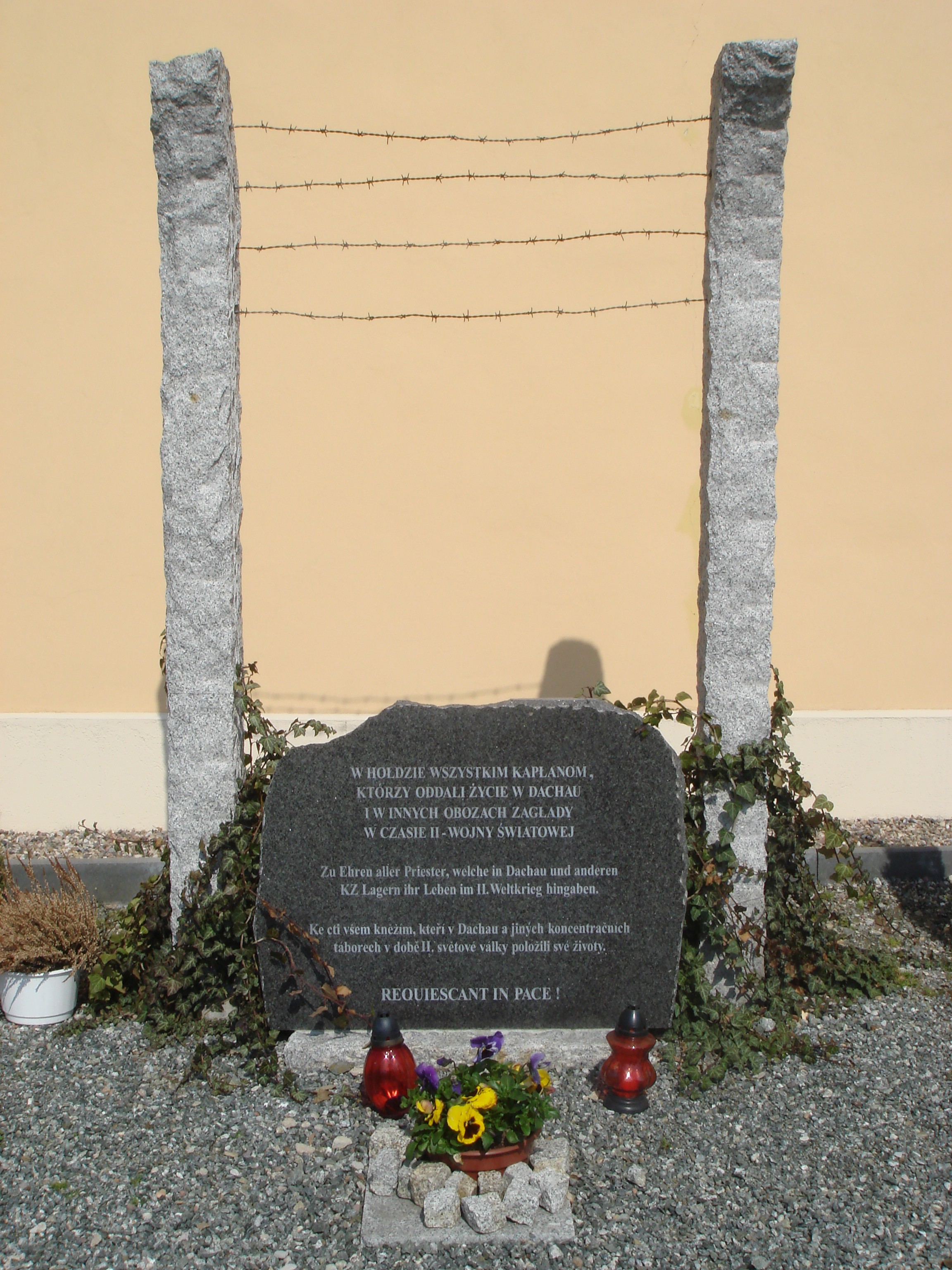
Pomník zahynuvším kněžím ve Velké Čermné
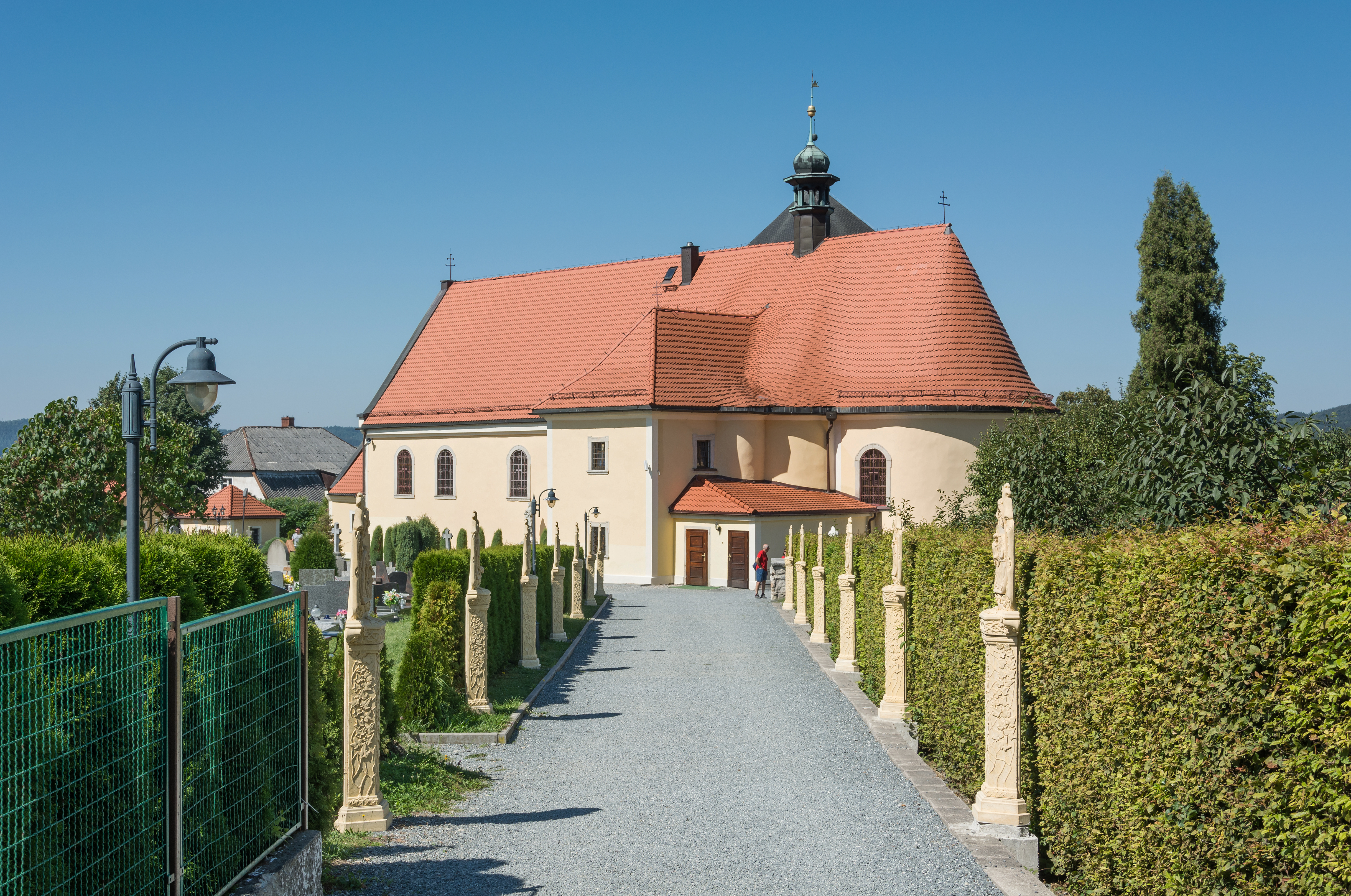
Kostel sv. Bartoloměje ve Velké Čermné
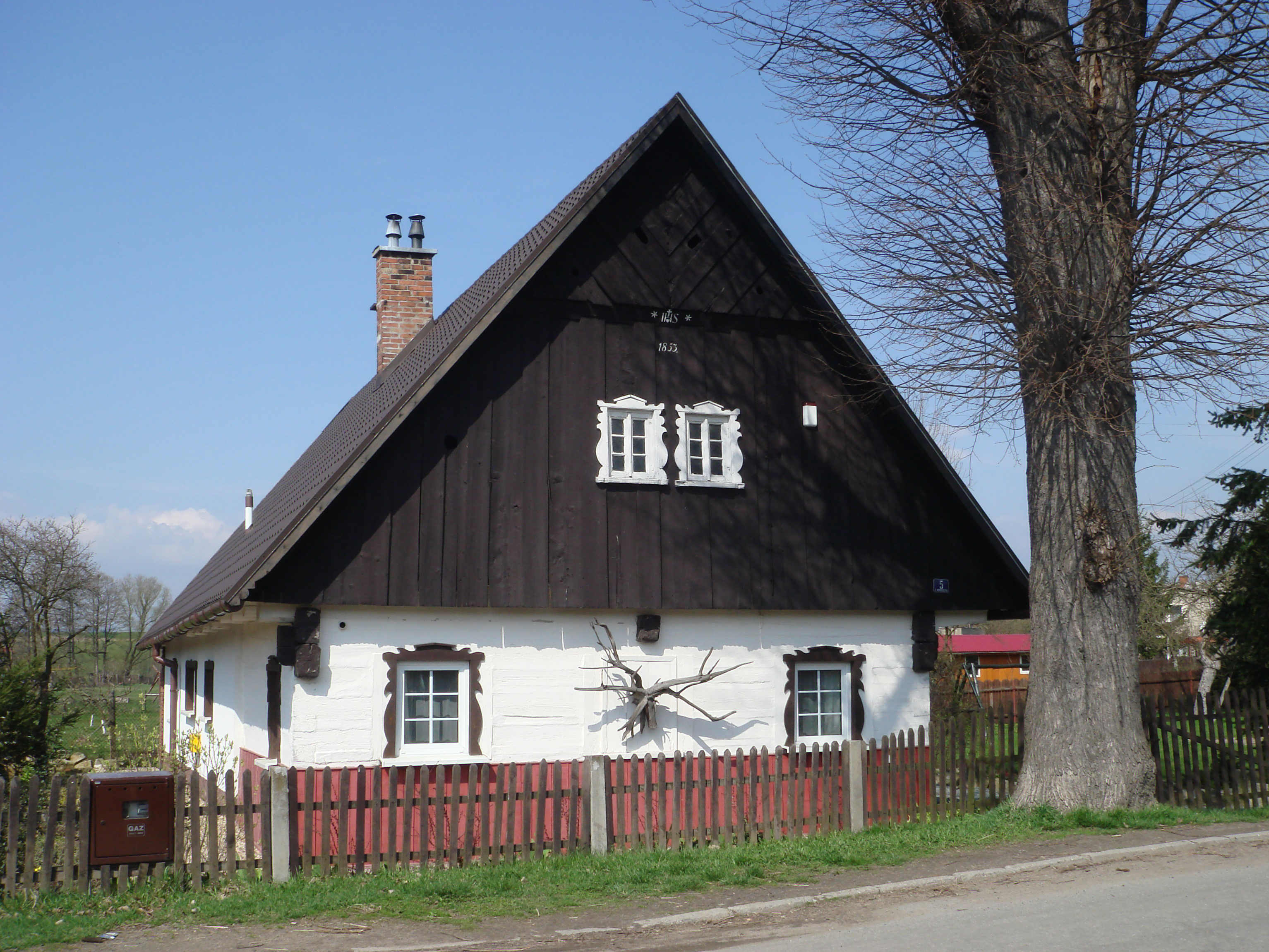
Chalupa ve Velké Čermné
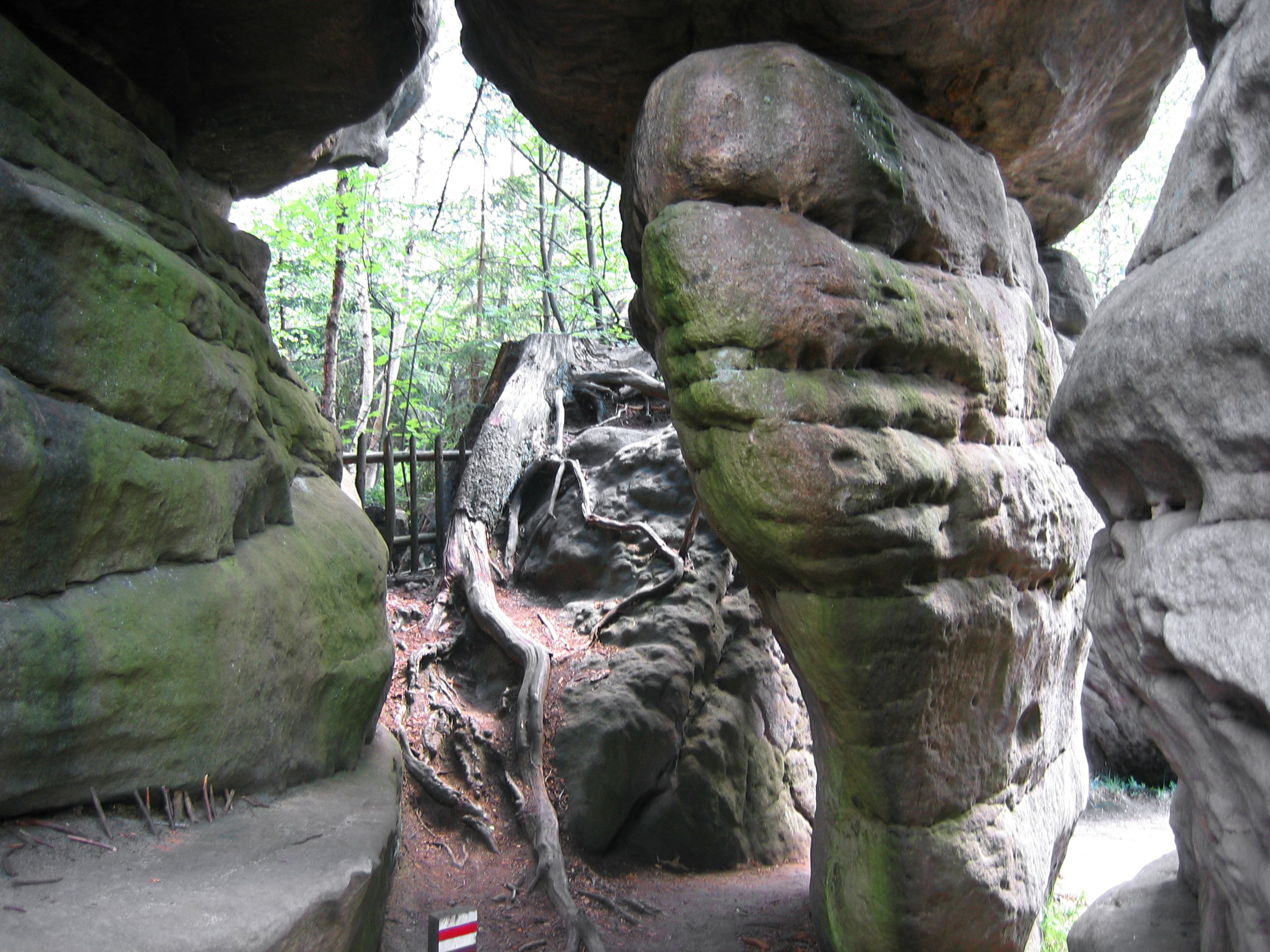
Bludiště ve Stolových horách
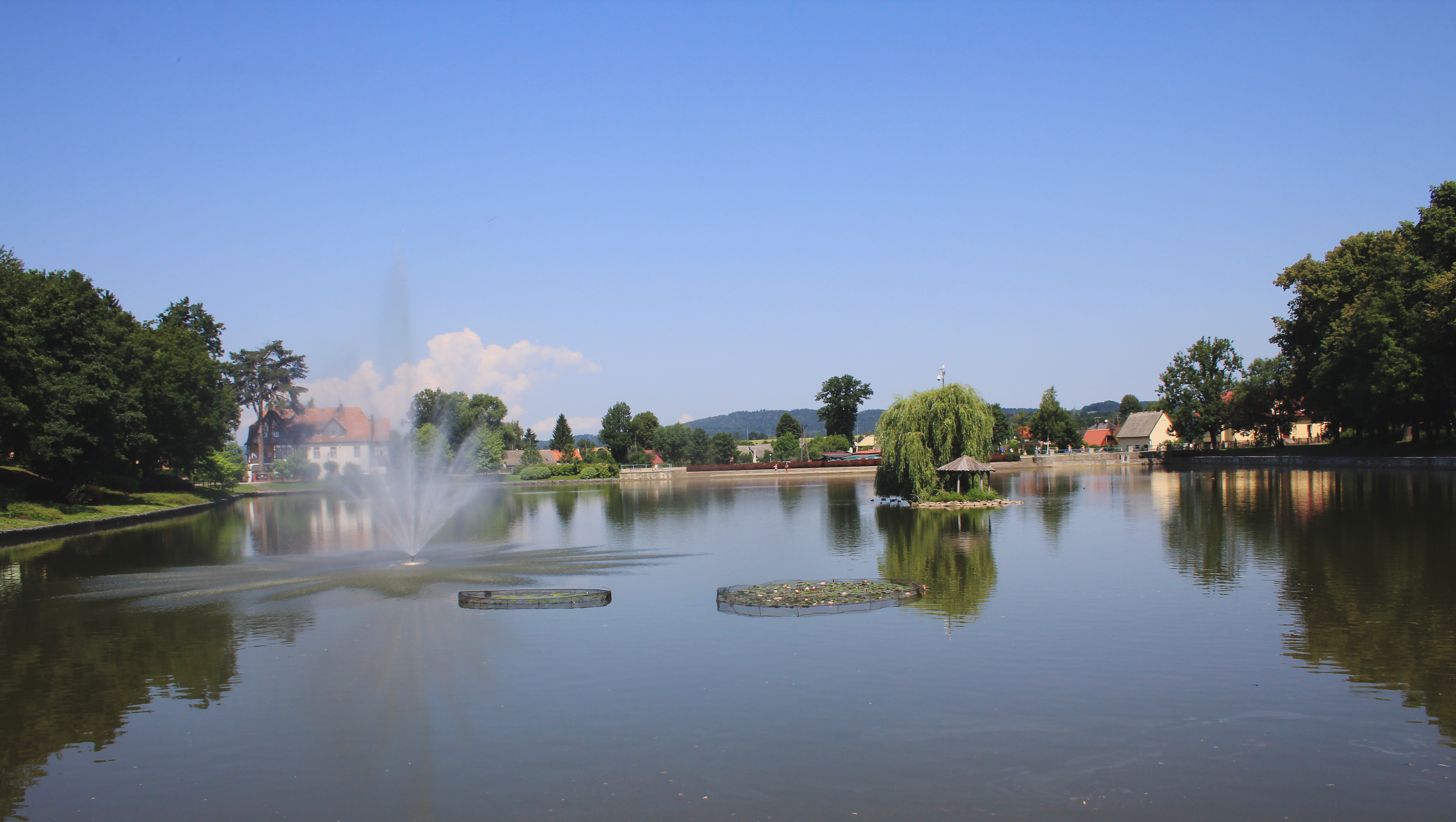
Rybník v parku
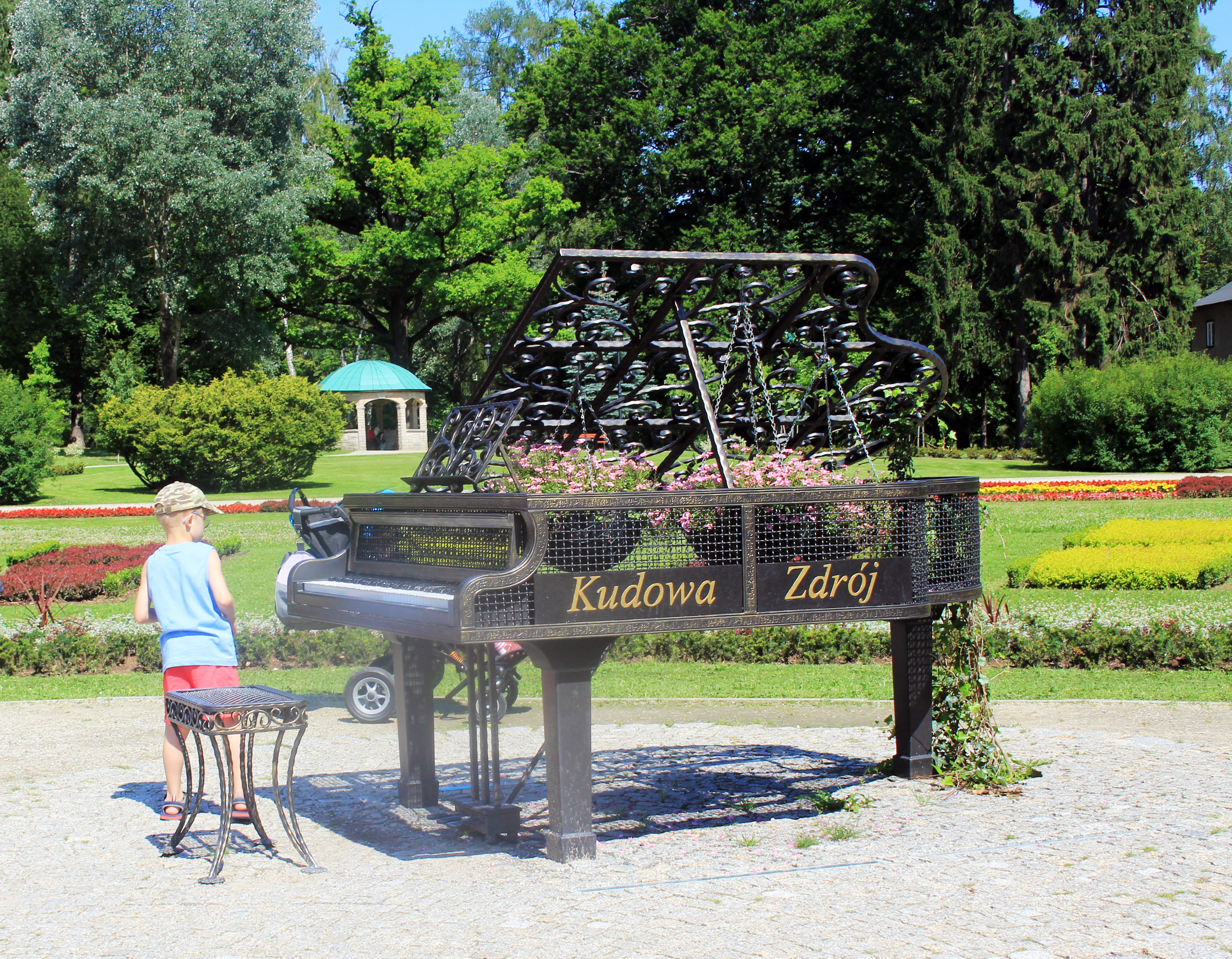
Klavír v parku
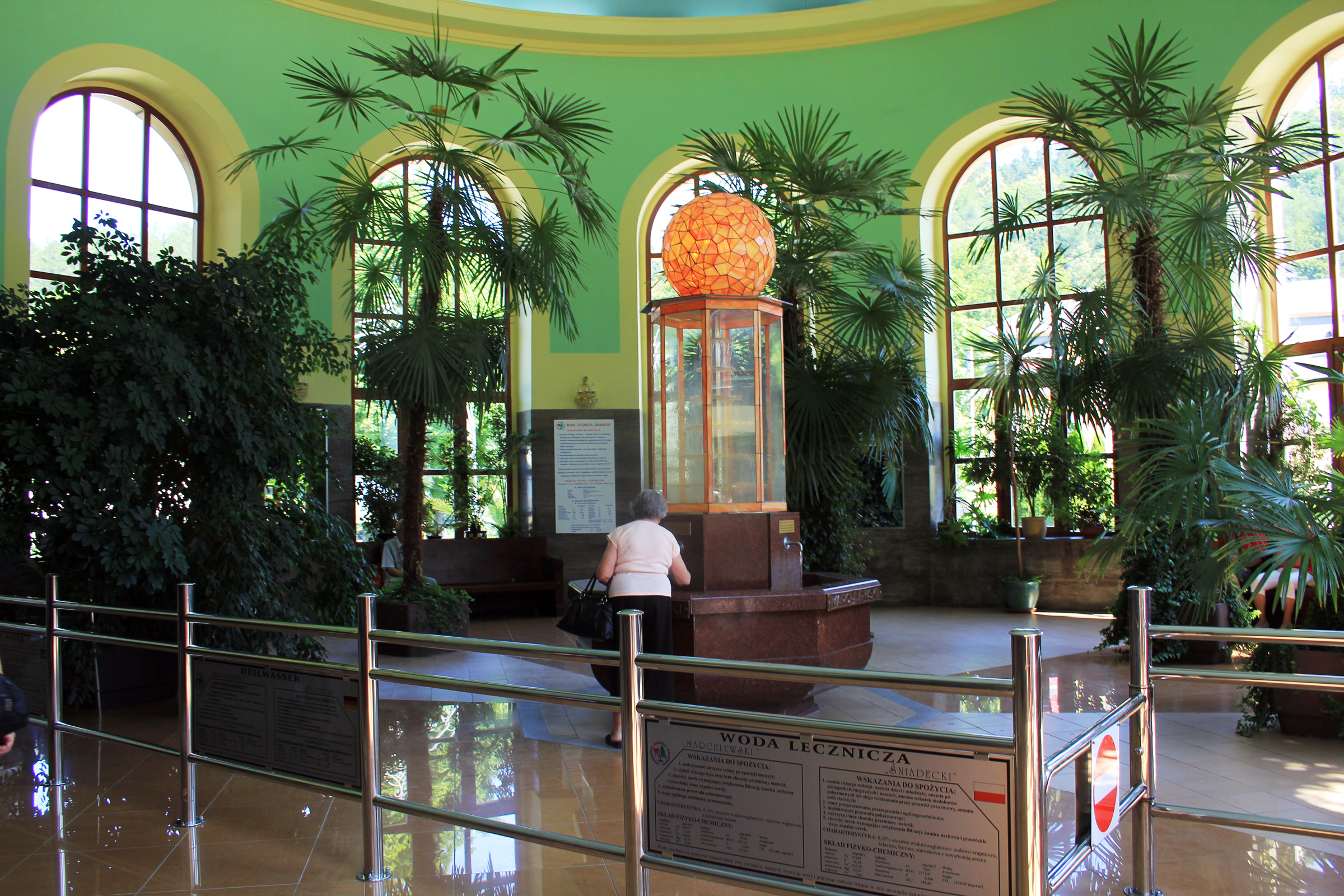
Minerální pramen v krytém pavilonu

## Partnerská města
- Horn-Bad Meinberg, Německo
- Hronov, Česko
- Náchod, Česko
- Tuchola, Polsko